# العاشر من شهر طيفيت
العاشر من شهر طيفيت (بالعبرية: עשרה בטבת، عساراه بطيفيت)، هو اليوم العاشر من شهر طيفيت، الشهر العاشر في التقويم العبري، وهو يوم صيام في اليهودية، يستمر من الفجر حتى غروب الشمس. يهدف الصيام إلى الحداد على حصار القدس من قبل نبوخذ نصر الثاني ملك بابل - وهو حدث بدأ في هذا التاريخ وأدى في النهاية إلى تدمير هيكل سليمان (الهيكل الأول)، وسقوط مملكة يهوذا وترحيل الشعب اليهودي إلى بابل.

## المصدر
أول مصدر لهذا الصوم موجود في العهد القديم في سفر زكريا:
هَكَذَا قَالَ رَبُّ الْجُنُودِ: إِنَّ صَوْمَ الشَّهْرِ الرَّابِعِ وَصَوْمَ الْخَامِسِ وَصَوْمَ السَّابِعِ وَصَوْمَ الْعَاشِرِ يَكُونُ لِبَيْتِ يَهُوذَا ابْتِهَاجاً وَفَرَحاً وَأَعْيَاداً طَيِّبَةً. فَأَحِبُّوا الْحَقَّ وَالسَّلاَمَ
وحسب التفسير اليهودي، صوم الشهر الرابع هو صوم السابع عشر من تموز، وصوم الشهر الخامس هو صوم التاسع من آب، وصوم الشهر السابع هو صوم جدليا، وصوم الشهر العاشر هو صوم العاشر من شهر طيفيت. هذه الأصوام الأربعة يصومها اليهود لذكرى تدمير الهيكلين والأحداث المرتبطة بهما. ومن الجدير بالذكر أن ترتيب الأشهر وفقًا للتوراة يبدأ من شهر نيسان، بينما في التقويم العبري المعاصر يعتبر شهر تشريه هو الشهر الأول.